# Sophronica bicoloricornis
Sophronica bicoloricornis är en skalbaggsart som beskrevs av Maurice Pic 1944. Sophronica bicoloricornis ingår i släktet Sophronica och familjen långhorningar.
Artens utbredningsområde är Togo. Inga underarter finns listade i Catalogue of Life.